# Juan José Ballesta
Juan José Ballesta Muñoz, popularmente conocido como Juan José Ballesta o Juanjo Ballesta (Parla, Madrid, 12 de noviembre de 1987), es un actor español, el cuarto más joven en recibir un Premio Goya. También ha obtenido una Concha de Plata al mejor actor en el Festival de Cine de San Sebastián.

## Carrera profesional
Nació en Parla, Comunidad de Madrid, donde ha transcurrido la mayor parte de su vida, pero se mudó a Toledo. Comenzó su carrera profesional en el mundo de la publicidad. A los ocho años, trabaja en la serie televisiva Querido maestro, y más tarde, en Famosos y compañía y Compañeros. Debido a su trabajo, dejó los estudios académicos.
Su primera interpretación para el cine fue en la película El Bola (Achero Mañas, 2000), papel por el que ganó el premio Goya al mejor actor revelación. Después de este éxito, le llegarían otros trabajos como El embrujo de Shanghai (Fernando Trueba, 2002), El viaje de Carol o Planta 4ª (Antonio Mercero, 2003).
En un momento dado, deja de lado la interpretación a causa del estrés provocado por el intenso ritmo de vida que implicaba su actividad en el mundo de la interpretación. Es en ese momento cuando termina Educación Secundaria Obligatoria, luego trabaja como marmolista, albañil y contable durante unos meses, pero pronto se da cuenta de que lo suyo es estar delante de las cámaras y retorna al cine.
En 2005 rueda 7 Vírgenes bajo la dirección de Alberto Rodríguez. La película carece de un guion bien definido, pero su interpretación le vale la Concha de Plata a la mejor actuación masculina en el Festival de Cine de San Sebastián. Con ocasión de esta película, colabora en una grabación musical con el rapero sevillano Haze, aunque sin intención de dedicarse al mundo de la música.
En 2006 trabajó con Mateo Gil en Regreso a Moira (un intento de relanzar la serie de televisión española Historias para no dormir) y participó en otras tres películas: Cabeza de perro, Ladrones y La casa de mi padre.
En julio de 2010, inicia el rodaje de Hispania, la leyenda, serie para Antena 3 Televisión, producida por Bambú Producciones y donde interpretará a un personaje ficticio, Paulo. La serie fue estrenada en Antena 3 Televisión en octubre de 2010.
El 26 de noviembre de 2010 estrena Entrelobos, una película basada en una historia real, dirigida por Gerardo Olivares y en la que Juanjo Ballesta interpreta el papel de Marcos Rodríguez Pantoja, quien siendo niño y tras ser vendido por su padre a un cabrero del Valle de los Pedroches, en Sierra Morena, pasó doce años junto a una manada de lobos, convirtiéndose en su líder.
El 22 de diciembre de 2010 estrena la película Bruc, el desafío, donde da vida al protagonista de la leyenda del Tambor del Bruc. 
En 2014 actuó en teatros en la obra El nombre de la rosa. 
Protagonizó la serie diaria policial de La 1, Servir y proteger (2017-2019). 
En 2024, protagonizó la miniserie Asalto al Banco Central (Netflix)  y publicó el libro autobiográfico La vida mejor. El Bola, la fama y todo lo demás. Lo presentó junto a Luisa Martín y Juanjo Artero, con quienes trabajó en Servir y proteger. 

## Vida privada
Juan José Ballesta es aficionado a la pesca, al ciclismo, le gusta el flamenco y la caza. En 2004 fue campeón de Full Contact de la comunidad autónoma de Madrid, y en 2005, campeón español en la categoría Superpluma.
En 2006 fue agredido en varias ocasiones. En la localidad toledana de Borox, le golpearon hasta hacerle perder el conocimiento. El resultado de la paliza fueron un pómulo y dos costillas rotas. En Illescas sufrió una agresión en una discoteca tras ser identificado como "El Bola". En una discoteca de Getafe fue amenazado con una navaja por un novio celoso.
En mayo de 2007 anunció que su novia, Verónica Rebollo, estaba embarazada. El primer y único hijo de ambos, Juan José, nació el 1 de noviembre de 2007.
En enero de 2021 anunció su separación de la madre de su hijo.
En octubre de 2023 es denunciado por una antigua amiga por una presunta agresión sexual cometida en julio de ese año, en Parla. En marzo de 2025, la jueza concluyó el procedimiento, solicitando a la Audiencia Provincial de Madrid su archivo definitivo al concluir que la denunciante mintió deliberadamente.

## Filmografía

### Largometrajes
| Año  | Película                                      | Personaje                | Director            | Género                        | Duración |
| ---- | --------------------------------------------- | ------------------------ | ------------------- | ----------------------------- | -------- |
| 2000 | El Bola                                       | Pablo González "El Bola" | Achero Mañas        | Drama                         | 1h 28m   |
| 2002 | El viaje de Carol                             | Tomiche                  | Imanol Uribe        | Drama/Infantil                | 1h 44m   |
| 2002 | Mi casa es tu casa                            | Elia                     | Miguel Álvarez      | Drama/Romance                 | 1h 32m   |
| 2002 | El embrujo de Shanghai                        | Finito Chacón            | Fernando Trueba     | Drama/Misterio                | 1h 59m   |
| 2003 | Los niños de San Judas (Song for a Raggy Boy) | Ernesto                  | Aisling Walsh       | Drama                         | 1h 40m   |
| 2003 | Planta 4ª                                     | Miguel Ángel             | Antonio Mercero     | Drama/Comedia                 | 1h 40m   |
| 2005 | 7 vírgenes                                    | Tano                     | Alberto Rodríguez   | Drama/Crimen                  | 1h 26m   |
| 2006 | Cabeza de perro                               | Samuel                   | Santi Amodeo        | Drama                         | 1h 40m   |
| 2006 | Regreso a Moira                               | Tomás (joven)            | Mateo Gil           | Drama/Terror                  | 1h 22m   |
| 2007 | Ladrones                                      | Ladrón                   | Jaime Marqués       | Drama/Romance                 | 1h 41m   |
| 2009 | La casa de mi padre                           | Gaizka Garay             | Gorka Merchán       | Drama                         | 1h 40m   |
| 2010 | Entrelobos                                    | Marcos Rodríguez         | Gerardo Olivares    | Drama/Aventuras               | 1h 56m   |
| 2010 | Bruc, el desafío                              | Bruc                     | Daniel Benmayor     | Aventuras                     | 1h 35m   |
| 2013 | Indeleble                                     | Joaquín                  | Jacek Borcuch       | Drama/Romance                 | 1h 35m   |
| 2017 | Oro                                           | Iturbe                   | Agustín Díaz Yanes  | Aventura/Drama                | 1h 43m   |
| 2022 | Un hombre de acción                           | Lucio Urtubia            | Javier Ruiz Caldera | Drama biográfico Cine quinqui | 1h 51m   |
| 2024 | Nueva Tierra                                  | Lútalo                   | Mario Pagano        | Drama/Aventuras               | 2h 03m   |

### Cortometrajes
| Año  | Título        | Personaje       | Director        | Género  | Duración |
| ---- | ------------- | --------------- | --------------- | ------- | -------- |
| 2001 | El apagón     | Hermano pequeño | José María Caro | Drama   | 13m      |
| 2014 | Biodiversidad | Dani            | Guillermo Chapa | Comedia | 15m      |

## Televisión
| Año         | Título                   | Personaje                    | Cadena    | Episodios     |
| ----------- | ------------------------ | ---------------------------- | --------- | ------------- |
| 1996 - 1998 | Querido maestro          | Roberto                      | Telecinco | 40 episodios  |
| 2000 - 2001 | Compañeros               | Emilio Rubio                 | Antena 3  | 10 episodios  |
| 2003        | Paraíso                  | Sergio                       | La 1      | 1 episodio    |
| 2010 - 2012 | Hispania, la leyenda     | Paulo                        | Antena 3  | 20 episodios  |
| 2016        | El ministerio del tiempo | Vicente González Toca        | La 1      | 2 episodios   |
| 2017 - 2018 | Servir y proteger        | Roberto "Rober" Batista Vega | La 1      | 200 episodios |
| 2018        | El Continental           | Pablo                        | La 1      | 1 episodio    |
| 2024        | Asalto al Banco Central  | José María Cuevas            | Netflix   | 5 episodios   |

## Programas de televisión
| Año         | Título                   | Papel           | Cadena    |
| ----------- | ------------------------ | --------------- | --------- |
| 2016 - 2018 | 80 cm                    | Presentador     | La 2      |
| 2019        | 31-D: Un golpe de gracia | Actor en sketch | La 1      |
| 2020        | Typical Spanish          | Invitado        | La 1      |
| 2020        | El cazador               | Invitado        | La 1      |
| 2023        | Lo de Évole              | Invitado        | La Sexta  |
| 2023        | El comodín de La 1       | Invitado        | La 1      |
| 2023        | La última noche          | Invitado        | Telecinco |
| 2023        | José Mota Live Show      | Actor en sketch | La 1      |

#### Como concursante
| Año  | Título                  | Papel                        | Cadena   |
| ---- | ----------------------- | ---------------------------- | -------- |
| 2013 | Splash! Famosos al agua | Concursante - 2.º Finalista  | Antena 3 |
| 2013 | Por arte de magia       | Concursante - 3.er Finalista | Antena 3 |
| 2014 | ¡A bailar!              | Concursante - 3.er expulsado | Antena 3 |
| 2020 | MasterChef Celebrity    | Concursante - 8.º expulsado  | La 1     |

## Teatro
- Los tragos de la vida (2016). Dirigida por Daniel Guzmán.
- El nombre de la rosa (2014-2015).

## Libros
- La vida mejor. El Bola, la fama y todo lo demás (2024, Ediciones Destino). ISBN 978-84-233-6584-5 [6]

## Premios y nominaciones
Festival Internacional de Cine de San Sebastián
| Año  | Categoría                      | Película   | Resultado |
| ---- | ------------------------------ | ---------- | --------- |
| 2005 | Concha de Plata al mejor actor | 7 vírgenes | Ganador   |

Premios Goya
| Año  | Categoría                                   | Película   | Resultado |
| ---- | ------------------------------------------- | ---------- | --------- |
| 2000 | Mejor actor revelación                      | El Bola    | Ganador   |
| 2005 | Mejor interpretación masculina protagonista | 7 vírgenes | Nominado  |

Premios de la Unión de Actores
| Año  | Categoría                       | Película | Resultado |
| ---- | ------------------------------- | -------- | --------- |
| 2000 | Mejor interpretación revelación | El Bola  | Ganador   |

Medallas del Círculo de Escritores Cinematográficos
| Año  | Categoría   | Película | Resultado |
| ---- | ----------- | -------- | --------- |
| 2000 | Mejor actor | El Bola  | Ganador   |
| 2007 | Mejor actor | Ladrones | Nominado  |